# Comuna Stețkivka
Stețkivka (în ucraineană Стецьківка) este o comună în raionul Sumî, regiunea Sumî, Ucraina, formată din satele Kardașivka, Radkivka, Rîbți, Șevcenkove și Stețkivka (reședința).

## Demografie
Componența lingvistică a comunei Stețkivka
     Ucraineană (95,03%)
     Rusă (4,65%)
     Alte limbi (0,16%)
Conform recensământului din 2001, majoritatea populației comunei Stețkivka era vorbitoare de ucraineană (95,03%), existând în minoritate și vorbitori de rusă (4,65%).